# Antonio Muñoz Molina
Antonio Muñoz Molina (Úbeda, Jaén, 10 de enero de 1956) es un escritor español, académico de número de la Real Academia Española desde 1996 —donde ocupa el sillón u minúscula— y honorario de la Academia de Buenas Letras de Granada. En 2013 fue galardonado con el Premio Príncipe de Asturias de las Letras. En su obra abundan referencias a la cultura popular, que es una de las principales fuentes de inspiración del autor.

## Biografía
Estudió en las Escuelas Profesionales de la Sagrada Familia (SAFA) durante la infancia, luego bachillerato en el colegio salesiano Santo Domingo Savio y en el instituto San Juan de la Cruz de Úbeda. Siguió historia del arte en la Universidad de Granada y periodismo en la de Madrid. En los años ochenta se estableció en Granada, donde trabajó como funcionario y colaboró como columnista en el diario Ideal; su primer libro es una recopilación de esos artículos y aparece en 1984 con el título El Robinson urbano. Casado en 1994 con la escritora Elvira Lindo, Muñoz Molina tiene tres hijos de su primer matrimonio. En 2004 fue nombrado director del Instituto Cervantes de Nueva York, cargo que ocupó durante dos años.

### Trayectoria literaria
Su primera novela, Beatus Ille, apareció en 1986, aunque se gestó durante varios años. En ella figura la ciudad imaginaria de Mágina, trasunto de su natal Úbeda que reaparecerá en otras obras suyas. Cuenta la historia de Minaya, un joven que regresa a Mágina para realizar una tesis doctoral sobre el poeta Jacinto Solana, muerto en la guerra civil, pero cuya apasionante vida le llevará a una serie de indagaciones que darán como resultado un final magistral.
Muñoz Molina recuerda el papel que desempeñó la recopilación de sus artículos en la publicación de su primera novela y, en general, en la definición de su carrera de escritor: 

Pere Gimferrer, editor de Seix Barral, fue a Granada, un amigo le dio mi libro, Gimferrer lo leyó y llamó para decir que le había gustado. Fue un impacto tremendo, porque yo estaba habituado a que nadie me hiciera caso. Cuando le envié la novela que estaba escribiendo y me dijo que la quería editar, fue la alegría de mi vida. Y le doy muchas vueltas a qué hubiera pasado si yo no publicaba aquel primer libro, si Gimferrer no iba a Granada. Es una lección de humildad, porque hay mucha gente con mucho talento que no llega a nada, o llega a mucho menos.

En 1987 gana el Premio de la Crítica y el Nacional de Narrativa por El invierno en Lisboa y en 1991 el Planeta por El jinete polaco, novela por la que vuelve a obtener el Nacional de Narrativa al año siguiente. En 2007 es investido doctor honoris causa por la Universidad de Jaén como reconocimiento a toda su obra.
Otras obras destacadas son Beltenebros (1989), una novela de amor, intriga y de bajos fondos en el Madrid de la posguerra con implicaciones políticas —Pilar Miró la llevaría al cine dos años más tarde con el mismo nombre—; Los misterios de Madrid (1992) —publicada inicialmente como serial a capítulos en el diario El País, el título hace referencia al folletín decimonónico Los misterios de París, de Eugène Sue—; El dueño del secreto (1994); Plenilunio (1997), Ventanas de Manhattan (2004) o El viento de la luna (2006). En 2009 publicó La noche de los tiempos, un monumental trabajo que recrea el hundimiento de la Segunda República Española y el inicio de la guerra civil española a través de las peripecias de un arquitecto llamado Ignacio Abel.
En 1995 fue elegido miembro de la Real Academia Española (RAE) para ocupar el sillón u, y leyó su discurso de ingreso, Destierro y destiempo de Max Aub, un año después. Está casado con la también escritora Elvira Lindo y vive entre Madrid y Nueva York, donde dirigió el Instituto Cervantes.

Tenía yo once o doce años cuando por primera vez, las novelas de Julio Verne, son leídas y releídas con una pasión inextinguible, me hicieron concebir la idea de escribir novelas yo también. No creo que ese sea un síntoma de una vocación ya inevitable [...] Soy muy desapegado hacia las cosas que ya he escrito. Nada más terminarlas me alejo de ellas, así que dejan de interesarme enseguida.

En 2012 donó a la Biblioteca Nacional una parte de sus escritos, como, por ejemplo, cuadernos de notas tomadas de libros y periódicos, borradores de novelas, poemas inéditos de juventud y una obra inédita de teatro escrita en 1974. En 2013 fue galardonado con el Premio Príncipe de Asturias de las Letras.
El 18 de octubre de 2022 participó en la ceremonia de inauguración de la Feria del Libro de Fráncfort 2022, en la que también hablaron el rey Felipe VI y la escritora Irene Vallejo. En su discurso comparó la literatura y la sociedad española de 1991, año en el que España también fue Invitada de Honor, y a la que también acudió, con la actual.

### Novelas
- Beatus Ille (1986, Seix Barral)
- El invierno en Lisboa (1987, Seix Barral), Premio Nacional de Narrativa (1.ª vez)
- Beltenebros (1989, Seix Barral)
- El jinete polaco (1991, Planeta), Premio Nacional de Narrativa (2.ª vez)
- Los misterios de Madrid (1992, Seix Barral), publicado originalmente por entregas en el diario El País entre el 11 de agosto y el 7 de septiembre de 1992.
- El dueño del secreto (1994, Seix Barral), novela corta
- Ardor guerrero (1995, Alfaguara)
- Plenilunio (1997, Alfaguara)
- Carlota Fainberg (1999, Alfaguara), novela corta
- Sefarad (2001, Alfaguara)
- En ausencia de Blanca (2001, Alfaguara), novela corta
- El viento de la Luna (2006, Seix Barral)
- La noche de los tiempos (2009, Seix Barral)
- Como la sombra que se va (2014, Seix Barral), Premio Andalucía de la Crítica
- Tus pasos en la escalera (2019, Seix Barral)
- No te veré morir (2023, Seix Barral)

### Relatos
- Las otras vidas (1988, Mondadori), 4 relatos: Las otras vidas, El cuarto del fantasma, La colina de los sacrificios y Te golpearé sin cólera
- Nada del otro mundo (1993, Espasa-Calpe), en 2011 Seix Barral sacó una nueva edición, que contiene 14 cuentos, prácticamente todos los escritos hasta esa fecha)[11]
- El faro del fin del Hudson (2015, Oficio Ediciones), colección de textos breves sobre Nueva York
- El miedo de los niños (2020, Seix Barral)

### Diarios
- Ventanas de Manhattan (2004, Seix Barral)
- Días de diario (2007, Seix Barral)
- Volver a dónde (2021, Seix Barral)

### Ensayos
- Córdoba de los Omeyas (1991, Planeta)
- La realidad de la ficción (1992, Renacimiento)
- ¿Por qué no es útil la literatura? (1993, Hiperión), escrito con el poeta Luis García Montero
- Pura alegría (1998, Alfaguara). Este libro, que reúne diversos textos sobre literatura, contiene (al menos en la edición de 2008, Alfaguara) una introducción seguida de dos partes:
  - La realidad de la ficción: I. El argumento y la historia; II. El personaje y su modelo; III. La voz y el estilo y IV. La sombra del lector (ciclo de conferencias pronunciadas en la Fundación Juan March en enero de 1991)
  - La invención de un pasado: Destierro y destiempo de Max Aub (discurso de ingreso en la RAE, 16.06.1996); Max Aub: una mirada española y judía sobre las ruinas de Europa (conferencia en El Escorial 18.08.1997, cursos de verano en la Universidad Complutense); El hombre habitado por la voces (prólogo a ¡Absalón, Absalón! de Faulkner, Ed. Debate, 1991); Sueños realizados: invitación a los relatos de Juan Carlos Onetti (prólogo a Cuentos completos de Onetti, Alfaguara, 1994); Memoria y ficción (conferencia leída en el ciclo sobre la memoria organizada por José María Ruiz Vargas en 1995); y La invención de un pasado (conferencia pronunciada en el Departamento de Lenguas Romanas de la Universidad de Harvard, 23.04.1993)
  - Epílogo: Pura alegría (artículo publicado en ABC en mayo de 1997 con motivo de la publicación de Plenilunio)
- La huella de unas palabras (1999, Espasa-Calpe), antología dialogada realizada por José Manuel Fajardo
- José Guerrero. El artista que vuelve (2001, Diputación Provincial de Granada)
- El atrevimiento de mirar (2012, Galaxia Gutenberg), 9 textos sobre siete pintores y un fotógrafo:
  - Hermosura y luz no usada: un tocador de zanfona de Georges de La Tour; El atrevimiento de mirar; Los fusilamientos de la Moncloa; Las ventanas de Hopper; Teoría del verano de 1923; El retrato y la sombra. Chistian Schad; El tiempo y las hermanas Brown; La vocación de Juan Genovés y Miguel Macaya, boxeador de sombras
- Todo lo que era sólido (2013, Seix Barral)
- Un andar solitario entre la gente (2018, Seix Barral)
- El verano de Cervantes (2025, Seix Barral)

### Artículos
- El Robinson urbano (1984, Silene Fábula), recopilación de textos publicados en el diario Ideal (1982-1983)
- Diario del Nautilus (1986, Diputación Provincial de Granada), publicados en Ideal (1983-1984)
- Las apariencias (1995, Santillana), publicados en ABC y El País (1988-1991)
- La huerta del Edén: escritos y diatribas sobre Andalucía (1996, Ollero y Ramos), publicados en El País (1995-1996)
- Escrito en un instante (1996, Calima Ediciones), publicados en Diario 16 (1988) y RNE (1992)
- Unas gafas de Pla (2000, Aguilar)
- La vida por delante (2002, Alfaguara), publicados en El País Semanal (1997-2002)
- Travesías (2007, Universidad Autónoma de México), publicados en El País Semanal (1993-1997)

## Adaptaciones cinematográficas
- El invierno en Lisboa (1991). Dirigida por José Antonio Zorrilla con Christian Vadim, Hélène de Saint-Père, Dizzy Gillespie, Fernando Guillén Cuervo y Eusebio Poncela.
- Beltenebros (1991). Dirigida por Pilar Miró y protagonizada por Terence Stamp, Patsy Kensit, José Luis Gómez y Simón Andreu.
- Plenilunio (2000). Dirigida por Imanol Uribe y protagonizada por Miguel Ángel Solá, Adriana Ozores, Juan Diego Botto y Fernando Fernán-Gómez.

## Premios y reconocimientos
- 1986: Premio Ícaro de Literatura por Beatus Ille.
- 1988: Premio Nacional de Narrativa (1.º) y Premio de la Crítica por El invierno en Lisboa.
- 1991: Premio Planeta por El jinete polaco.
- 1992: Premio Nacional de Narrativa (2.º) por El jinete polaco.
- 1995: Es elegido miembro de la Real Academia Española.
- 1997: Premio Euskadi de Plata.
- 1997: Hijo predilecto de Úbeda.
- 1998: Premio Fémina Étranger a la mejor obra extranjera publicada en Francia por Plenilunio.
- 1998: Premio Elle.
- 1998: Premio Crisol.
- 2003: Premio Mariano de Cavia por su artículo Lecciones de septiembre.
- 2003: Premio González-Ruano por su artículo Los herederos.
- 2006: Doctor honoris causa por la Universidad Villanova, Pensilvania.
- 2007: Doctor honoris causa por la Universidad de Jaén, España.
- 2010: Doctor honoris causa por la Universidad Brandeis, Massachusetts.
- 2012: Prix Méditerranée Étranger 2012 por La noche de los tiempos.
- 2013: Premio Jerusalén.[12]
- 2013: Premio Príncipe de Asturias de las Letras.[13]
- 2015: Premio Andalucía de la Crítica.
- 2015: Académico de Honor de la Academia de Buenas Letras de Granada.[14]
- 2017: Premio Unamuno, amigo de los protestantes.[15]
- 2020: Premio Médicis étranger por Un promeneur solitaire dans la foule, traducción francesa de Un andar solitario entre la gente.[16]
- 2022: Premio José Luis Sampedro de Getafe Negro, por "su calidad literaria y su impecable trayectoria editorial que justifican sobradamente la galería de premios y reconocimientos que atesora".
- 2023: Premio Centro Español de Derechos ReprográficosCEDRO, por su "defensa constante de la propiedad intelectual".